# Socutera
De stichting Socutera krijgt van de NPO gelegenheid om goede doelen bij de Nederlandse Publieke Omroep in beeld te brengen. Het bijzondere van Socutera is dat zij geen programma's, maar slechts korte promo's voor goede doelen uitzendt. Socutera staat voor Sociale en Culturele Televisie en Radio.

## Informatie
Socutera is opgericht naar aanleiding van de eerste succesvolle televisieshow Open het Dorp, gepresenteerd door Mies Bouwman in 1962. Zij krijgt sinds 1988 op elke zender (NPO 1, 2 en 3) per week 2,5 minuut zendtijd. In die 2,5 minuut wordt een korte 'promo' van een goed doel uitgezonden. Socutera maakt de programma's niet zelf, maar stelt haar zendtijd beschikbaar aan goede doelen. De goede doelen maken de filmpjes.
Elke week krijgt een ander goed doel de zendtijd van Socutera. Ieder goed doel kan zichzelf presenteren via Socutera. De enige voorwaarde is dat het een CBF-keurmerk heeft, een verklaring van geen bezwaar of een certificaat. Incidenteel zijn er blokuitzendingen, met name in de zomer (meerdere fondsen in één weekenduitzending).

## Programma's (promo's)
Socutera zendt twee soorten promotiefilmpjes uit:
- 95 seconden uitzendingen
- 20/30 seconden spots. Deze worden op elke zender (NPO 1, 2 en 3) twee keer per week op een niet vooraf vastgelegd moment uitgezonden.